# Campionati del mondo di atletica leggera 2015 - Salto in alto femminile
La gara del salto in alto femminile dei Campionati del mondo di atletica leggera 2015 si è svolta tra il 27 e il 29 agosto.

## Podio
| Pos.    | Atleta          | Nazionalità | Misura |
| ------- | --------------- | ----------- | ------ |
| Oro     | Maria Kuchina   | Russia      | 2.01   |
| Argento | Blanka Vlašić   | Croazia     | 2.01   |
| Bronzo  | Anna Chicherova | Russia      | 2.01   |

## Situazione pre-gara

### Record
Prima di questa competizione, il record del mondo e il record dei campionati erano i seguenti.
| Record                | Prestazione | Atleta                      | Data                        | Competizione              |
| --------------------- | ----------- | --------------------------- | --------------------------- | ------------------------- |
| Record mondiale       | 2,09 m      | Stefka Kostadinova Bulgaria | 30 agosto 1993 Roma, Italia | Campionati del mondo 1987 |
| Record dei campionati | 2,09 m      | Stefka Kostadinova Bulgaria | 30 agosto 1993 Roma, Italia | Campionati del mondo 1987 |

### Campionesse in carica
Le campionesse in carica, a livello mondiale e olimpico, erano:
| Campionessa | Atleta                  | Prestazione | Data                               | Competizione               |
| ----------- | ----------------------- | ----------- | ---------------------------------- | -------------------------- |
| Olimpico    | Anna Čičerova Russia    | 2,05 m      | 11 agosto 2012 Londra, Regno Unito | Giochi della XXX Olimpiade |
| Mondiale    | Svetlana Školina Russia | 2,03 m      | 17 agosto 2013 Mosca, Russia       | Mondiali 2013              |

### La stagione
Prima di questa gara, le atlete con le migliori tre prestazioni dell'anno erano:
| Pos. | Atleta               | Prestazione | Data                            |
| ---- | -------------------- | ----------- | ------------------------------- |
| 1    | Anna Čičerova Russia | 2,03 m      | 9 luglio 2015 Losanna, Svizzera |
| 2    | Ruth Beitia Spagna   | 2,00 m      | 4 giugno 2015 Roma, Italia      |
| 3    | Maria Kuchina Russia | 2,00 m      | 17 luglio 2015 Monaco           |

## Risultati

### Qualificazioni
1.94 m (Q) e le 12 miglior misure (q).
| Pos. | Gruppo | Nome                       | Nazionalità       | 1.80 | 1.85 | 1.89 | 1.92 | Misura | Note |
| ---- | ------ | -------------------------- | ----------------- | ---- | ---- | ---- | ---- | ------ | ---- |
| 1    | B      | Ana Šimić                  | Croazia           | o    | o    | o    | o    | 1.92   | q    |
| 1    | A      | Anna Chicherova            | Russia            | –    | o    | o    | o    | 1.92   | q    |
| 1    | A      | Blanka Vlašić              | Croazia           | –    | o    | o    | o    | 1.92   | q    |
| 1    | A      | Doreen Amata               | Nigeria           | o    | o    | o    | o    | 1.92   | q    |
| 1    | A      | Levern Spencer             | Saint Lucia       | o    | o    | o    | o    | 1.92   | q    |
| 1    | B      | Mariya Kuchina             | Russia            | o    | o    | o    | o    | 1.92   | q    |
| 1    | A      | Marie-Laurence Jungfleisch | Germania          | o    | o    | o    | o    | 1.92   | q    |
| 1    | B      | Ruth Beitia                | Spagna            | –    | o    | o    | o    | 1.92   | q    |
| 9    | B      | Eleanor Patterson          | Australia         | –    | o    | xo   | o    | 1.92   | q    |
| 9    | B      | Kamila Lićwinko            | Polonia           | –    | o    | xo   | o    | 1.92   | q    |
| 11   | B      | Jeanelle Scheper           | Saint Lucia       | o    | o    | xxo  | o    | 1.92   | q    |
| 12   | B      | Mirela Demireva            | Bulgaria          | o    | xo   | o    | xo   | 1.92   | q    |
| 13   | B      | Svetlana Radzivil          | Uzbekistan        | o    | o    | xo   | xxo  | 1.92   | q    |
| 14   | A      | Airinė Palšytė             | Lituania          | o    | o    | o    | xxx  | 1.89   |      |
| 14   | A      | Morgan Lake                | Regno Unito       | o    | o    | o    | xxx  | 1.89   |      |
| 14   | B      | Oksana Okuneva             | Ucraina           | o    | o    | o    | xxx  | 1.89   |      |
| 14   | B      | Sofie Skoog                | Svezia            | o    | o    | o    | xxx  | 1.89   |      |
| 18   | A      | Erika Kinsey               | Svezia            | o    | xo   | o    | xxx  | 1.89   |      |
| 19   | B      | Isobel Pooley              | Regno Unito       | o    | o    | xo   | xxx  | 1.89   |      |
| 19   | B      | Oldřiška Marešová          | Rep. Ceca         | o    | o    | xo   | xxx  | 1.89   |      |
| 21   | A      | Lissa Labiche              | Seychelles        | o    | xo   | xxo  | xxx  | 1.89   |      |
| 22   | B      | Priscilla Frederick        | Antigua e Barbuda | o    | o    | xxx  |      | 1.85   |      |
| 23   | A      | Iryna Herashchenko         | Ucraina           | xo   | o    | xxx  |      | 1.85   |      |
| 24   | B      | Yuliya Levchenko           | Ucraina           | o    | xo   | xxx  |      | 1.85   |      |
| 25   | A      | Eleriin Haas               | Estonia           | o    | xxo  | xxx  |      | 1.85   |      |
| 26   | A      | Zheng Xingjuan             | Cina              | o    | xxx  |      |      | 1.80   |      |
| 26   | B      | Barbara Szabó              | Ungheria          | o    | xxx  |      |      | 1.80   |      |
| 28   | A      | Venelina Veneva-Mateeva    | Bulgaria          | xo   | xxx  |      |      | 1.80   |      |
|      | A      | Chaunté Lowe               | Stati Uniti       | xxx  |      |      |      | nm     |      |
|      | A      | Valentina Liashenko        | Georgia           | xxx  |      |      |      | nm     |      |

### Finale
| Pos. | Nome                       | Nazionalità | 1.88 | 1.92 | 1.95 | 1.97 | 1.99 | 2.01 | 2.03 | Misura | Note                                     |
| ---- | -------------------------- | ----------- | ---- | ---- | ---- | ---- | ---- | ---- | ---- | ------ | ---------------------------------------- |
|      | Mariya Kuchina             | Russia      | o    | o    | o    | o    | o    | o    | xxx  | 2.01   | Miglior prestazione personale            |
|      | Blanka Vlašić              | Croazia     | o    | xo   | o    | o    | o    | o    | xxx  | 2.01   | Miglior prestazione personale stagionale |
|      | Anna Chicherova            | Russia      | o    | –    | o    | xo   | o    | xo   | xxx  | 2.01   |                                          |
| 4    | Kamila Lićwinko            | Polonia     | o    | o    | o    | o    | o    | xxx  |      | 1.99   |                                          |
| 5    | Ruth Beitia                | Spagna      | o    | o    | xo   | o    | o    | xxx  |      | 1.99   |                                          |
| 6    | Marie-Laurence Jungfleisch | Germania    | o    | o    | o    | x–   | xo   | xxx  |      | 1.99   | Miglior prestazione personale            |
| 7    | Jeanelle Scheper           | Saint Lucia | o    | o    | xxx  |      |      |      |      | 1.92   |                                          |
| 8    | Eleanor Patterson          | Australia   | xo   | o    | xxx  |      |      |      |      | 1.92   |                                          |
| 9    | Ana Šimić                  | Croazia     | o    | xxx  |      |      |      |      |      | 1.88   |                                          |
| 9    | Mirela Demireva            | Bulgaria    | o    | xxx  |      |      |      |      |      | 1.88   |                                          |
| 9    | Svetlana Radzivil          | Uzbekistan  | o    | xxx  |      |      |      |      |      | 1.88   |                                          |
| 12   | Levern Spencer             | Saint Lucia | xo   | xxx  |      |      |      |      |      | 1.88   |                                          |
| 12   | Doreen Amata               | Nigeria     | xo   | xxx  |      |      |      |      |      | 1.88   |                                          |